# Norasia-Fribourg-Klasse
Die Norasia-Fribourg-Klasse der schweizerischen Reederei Norasia Lines war eine Serie von lukendeckellosen Containerschiffen.

## Einzelheiten

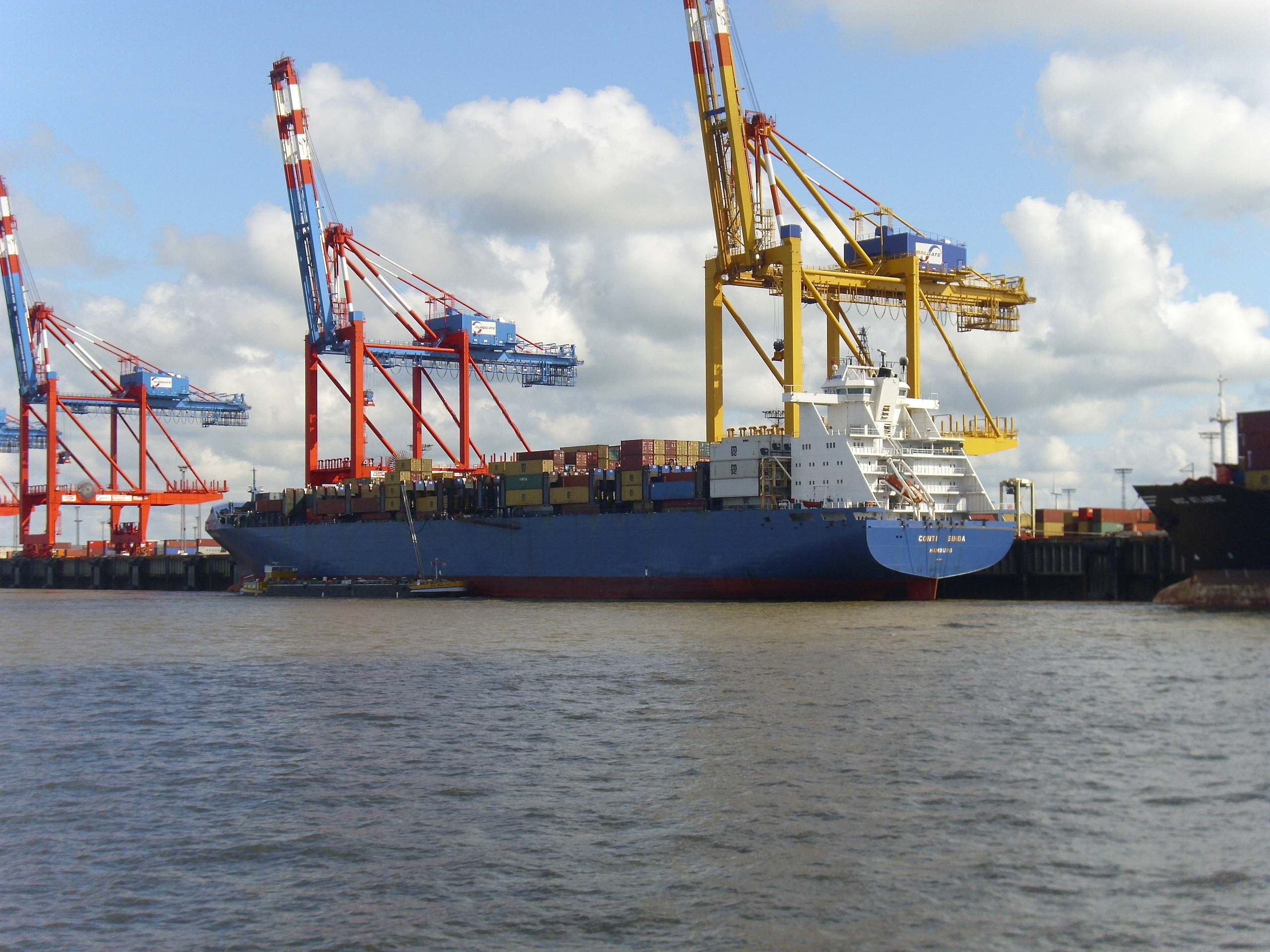
Heckansicht der Conti Singa

Der Schiffsentwurf war als weitestgehend lukendeckelloses Containerschiff ohne eigenes Ladegeschirr und achtern angeordnetem Deckshaus ausgelegt. Die Containerkapazität betrug 3429 TEU. Die Laderäume der Schiffe besaßen keine Lukendeckel, die offenen Laderäume erhielten aber leichte wegnehmbare Regenabdeckungen, die auf dem oberen Ende der Cellguides an Deck angebracht werden konnten.
Der Antrieb der Schiffe bestand aus einem Siebenzylinder-Zweitakt-Dieselmotor des Herstellers Mitsubishi vom Typ 7 UEC 85 LSC. Der Motor ermöglichte eine Geschwindigkeit von etwa 22,5 Knoten. Die An- und Ablegemanöver wurden durch ein Bugstrahlruder unterstützt. Auffällig war das Vorschiff mit dessen Abdeckung über der Back.
Im Jahr 1993 wurde die erste Einheit der aus sechs Schiffen bestehenden Serie in Dienst gestellt und im selben Jahr wurde der Schiffsentwurf von Fachjournalisten zum Schiff des Jahres gewählt. Bis März 1996 war die Serie komplett und zumindest in den ersten Jahren des Betriebs bestätigten sich die geplanten Transportvorteile des Konzepts vollauf.

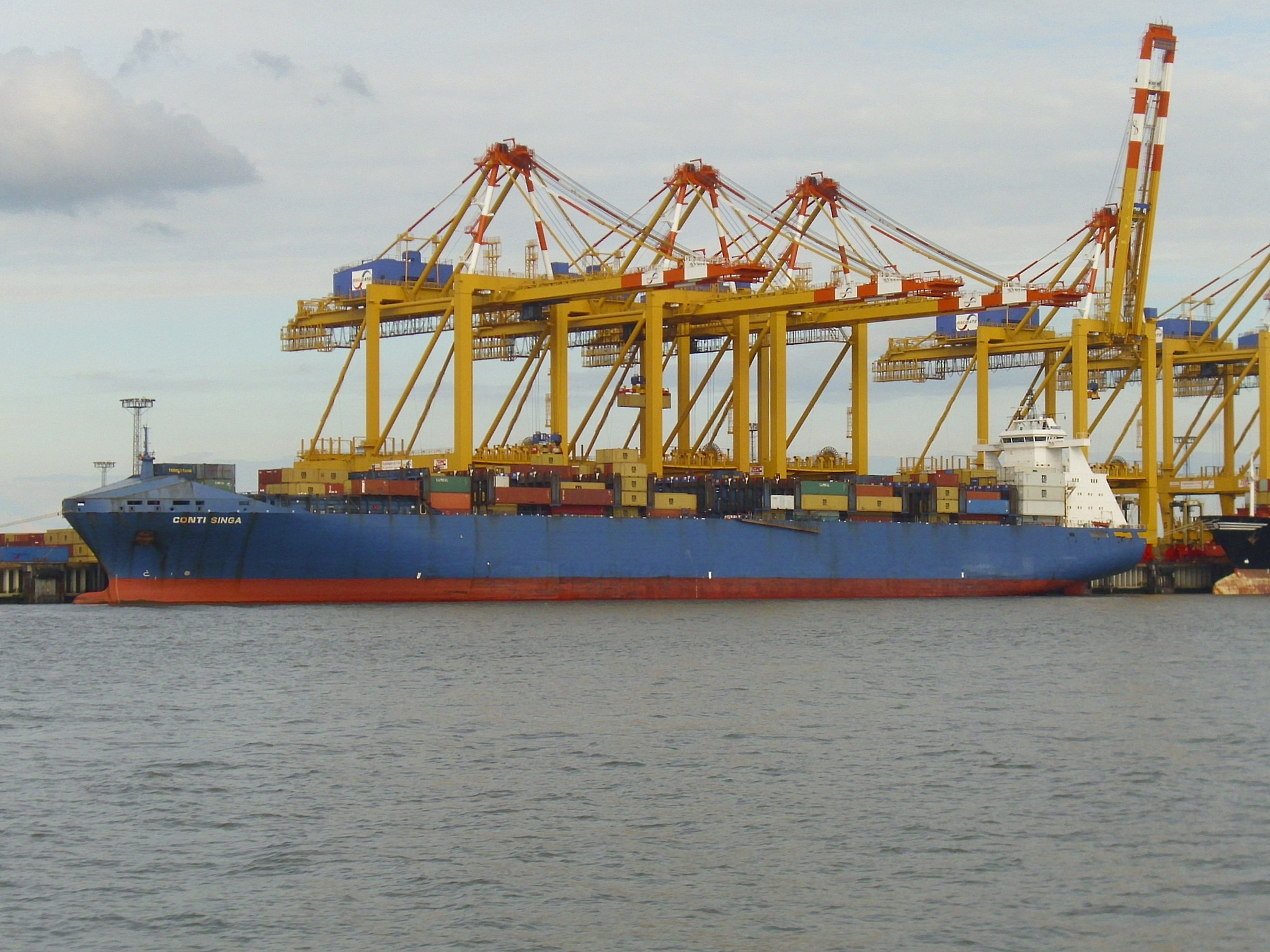
Die Conti Singa in Bremerhaven

## Die Schiffe
| Norasia-Fribourg-Klasse      | Norasia-Fribourg-Klasse | Norasia-Fribourg-Klasse | Norasia-Fribourg-Klasse | Norasia-Fribourg-Klasse                             | Norasia-Fribourg-Klasse |
| Bauname                      | Baunummer               | IMO-Nummer              | Ablieferung             | Auftraggeber                                        | Spätere Namen und Verbleib |
| ---------------------------- | ----------------------- | ----------------------- | ----------------------- | --------------------------------------------------- | --- |
| Norasia Fribourg             | 287                     | 9057472                 | 17. Dezember 1993       | Norasia Lines MS „NORASIA FRIBOURG“ S. G. Mar. GmbH | MSC Boston (1997) → Maritim Frankfurt (2010) → Xiang Shui Wan (2010) → Huae 1 Hao (2013) → Heng Hui 2 (2017) → im Oktober 2023 zum Abbruch in Chittagong gestrandet                |
| Norasia Kiel                 | 286                     | 9057484                 | 1994                    | Norasia Lines -                                     | MSC New York (1997) → Maritim Kiel (2006) → MSC New York → Long Mu Wan (2009) → 2013 Gang Tai Tai Zhou, am 15. September 2016 in Xiamen zum Abbruch gestrandet                     |
| Norasia Hong Kong            | 288                     | 9057496                 | August 1994             | Norasia Lines -                                     | MSC Houston (1998) → Norasia Hong Kong (2000) → MSC Munich (2002) → P&O Nedlloyd Shanghai (2004) → Maersk Itea (2005) → Conti Chiwan (2009) → Blues (2013) → 2013 Abbruch in Alang |
| Norasia Sharjah              | 289                     | 9057501                 | 1994                    | Norasia Lines -                                     | MSC Italy (200) → P&O Nedlloyd Dammam (2005) → Maersk Itaqui (2005) → Conti Sharjah (2009) → Shan (2013) → ab 24. Januar 2013 in Alang abgebrochen                                 |
| Norasia Shanghai             | 296                     | 9113630                 | 1996                    | Norasia Lines -                                     | Conti Shanghai (2002) → Shan (2012) → ab 13. Dezember 2012 in China verschrottet                                                                                                   |
| Norasia Singa                | 300                     | 9113642                 | März 1996               | Norasia Lines MS „NORASIA SINGA“ S. G. Mar. GmbH    | MSC Switzerland (2002) → Conti Singa (2005) → Singa (2013) → ab 8. August 2013 in Alang verschrottet                                                                               |
| Daten: Equasis, grosstonnage |                         |                         |                         |                                                     | |